# L'uomo anfibio
L'uomo anfibio (Человек-амфибия) è un film del 1962, diretto da Vladimir Čebotarёv e Gennadij Sergeevič Kazanskij. Basato sul romanzo omonimo di Aleksandr Romanovič Beljaev, è un film di fantascienza russo.

## Trama
Le persone sono spaventate dalle notizie su di una creatura sconosciuta nell'oceano. Un medico ha eseguito un intervento chirurgico su suo figlio e ora il giovane Ichtiandr può vivere sott'acqua. Questo gli dà alcuni vantaggi, creando molti problemi.